# Forstera (animal)
Forstera daviesae es una especie de araña araneomorfa de la familia Cyatholipidae. Es la única especie del género monotípico Forstera.  Es nativa de Australia en Queensland.